# Herrschaft Anholt
Die Herrschaft Anholt war vom Mittelalter bis 1806 eine Herrschaft im Heiligen Römischen Reich. Das reichsunmittelbare Kleinterritorium umgab die Burg Anholt und die ehemalige Stadt und Festung Anholt.

## Geschichte
Im Lehnbuch des Hochstifts Utrecht (1178–1196) findet sich der Eintrag „Die here van Anholt ende van Zulen dye hilt te lene van den sticht dat Casteel en Heerlicheyt van Zulen“, was historisch belegt, dass Anholt eine Herrschaft mit einem Herrn war, dem vom Stift Utrecht die Herrlichkeit Zuylen als Lehen gegeben war. Eine Urkunde aus dem Jahr 1234 belegt darüber hinaus einen „Stephanus de Anehalte“ aus dem Rittergeschlecht Zuylen als Herrn von Anholt. Die Entstehung der Herrschaft Anholt wird auch mit dem Bau der Burg Anholt durch das Rittergeschlecht Zuylen im 12. Jahrhundert in Verbindung gebracht. Spätestens zu Anfang des 14. Jahrhunderts dürfte das ursprüngliche Lehnsverhältnis zum Stift Utrecht nicht mehr existiert haben. So erhielt Anholt am 25. Mai 1347 durch Stephan IV. von Zuylen († 1347) stadtähnliche Privilegien, die unter Dietrich II. von Zuylen am 1. Mai 1349 zum Stadtrecht erweitert wurden. Die Verleihung von Stadtrechten zeigt, dass die Herren von Anholt damals schon die Rechte von Landesherrn ausübten.
Als um 1380 mit Friedrich von Zuylen das Haus Zuylen-Anholt in der männlichen Linie ausstarb, ging die Herrschaft über Friedrichs Schwester Herberga (1372–1402), die mit Hermann III. von Gemen (1370–1399) verheiratet war, an das Haus Gemen über. Deren Tochter Margaretha (1388–1405) wurde mit Gisbert I. von Bronkhorst-Batenburg vermählt. Nach Herbergas Tod wechselte die Herrschaft Anholt somit in den Besitz des Hauses Bronkhorst, das in der Herrschaft Batenburg seinen Stammsitz hatte. Gisberts Sohn Dietrich I. von Bronkhorst ließ sich 1431 von Kaiser Sigismund reichsrechtlich mit der Herrschaft Anholt belehnen. Innerhalb des Heiligen Römischen Reichs gehörte das Territorium zu dem im Jahr 1500 eingerichteten Niederrheinisch-Westfälischen Reichskreis.
Ende des 15. Jahrhunderts geriet die Herrschaft Anholt in die Auseinandersetzungen um die Herrschaft über das Herzogtum Geldern. 1512 fiel sie durch Karl von Egmond für nahezu drei Jahrzehnte unter geldrische Oberherrschaft. Gisbert von Bronkhorst, der Anholt beim Tod seines Vaters Jakob geerbt hatte, überließ daraufhin die Anholter Güter seinem Vetter Dietrich von Bronkhorst und ging nach Spanien. Sodann soll er in die „Barbarenländer“ gezogen sein. Als nach drei Jahren Ungewissheit über den Verbleib Gisberts herrschte, wandte sich Vetter Dietrich an Karl I. von Spanien. In dieser Situation bestätigte jener ihm die Herrschaft über Anholt. Als 1525 schließlich die Nachricht vom Tode Gisberts eintraf, kam es zur Teilung des Erbes. Während die Herrschaft Batenburg an einen anderen Vetter Dietrichs fiel, den Herrn von Stein, kam Anholt an Dietrich. Am 12. Januar 1531 bestätigte Ferdinand I. diese Teilung durch entsprechende Belehnung. Noch am 22. November 1537 erklärte das Herzogtum Geldern Dietrich von Bronkhorst als Lehnsmann Gelderns. Doch nachdem mit Unterstützung der geldrischen Stände im Jahr 1538 Wilhelm von Jülich-Kleve-Berg das Herzogtum Geldern gegen den Willen Kaiser Karls V. übernommen hatte, nutzte Dietrich den Konflikt, um sich durch den Kaiser aus dem Lehnsverhältnis zu Geldern zu lösen. Karl V. erklärte 1540 die Herrschaft Anholt zu einem Reichslehen und damit wieder für reichsunmittelbar, was von den geldrischen Ständen in der Folgezeit immer wieder angefochten wurde. Am 7. September 1580 wurde Anholt von Truppen der Utrechter Union daher sogar noch gebrandschatzt.

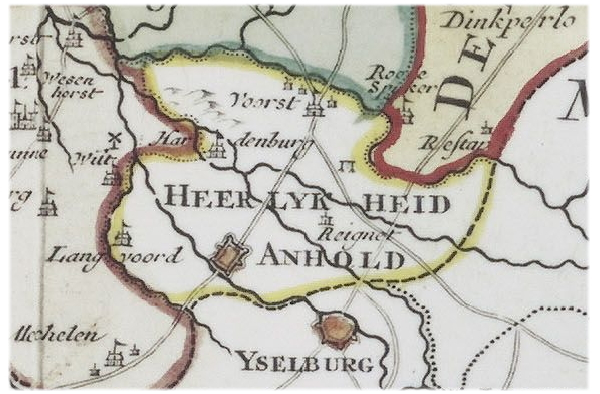
Herrschaft Anholt auf einer Karte von Isaak Tirion (1741)

1582 kam als zweiter Sohn von Jakob von Bronkhorst (1553–1582) Johann Jakob von Bronkhorst zur Welt, später ein kaiserlicher Feldmarschall im Dreißigjährigen Krieg, der den Beinamen „Graf von Anholt“ trug, weil er wie sein älterer Bruder Dietrich IV. von Bronkhorst (1578–1649) am 14. September 1621 von Kaiser Ferdinand II. in den Reichsgrafenstand erhoben worden war. Dietrichs Erbtochter Maria Anna, Gräfin von Bronkhorst-Batenburg, wurde am 22. Oktober 1641 mit dem Fürsten Leopold Philipp Karl zu Salm vermählt. Bei der Heirat seiner Tochter versprach Dietrich seinem Schwiegersohn die Herrschaft. Am 5. Dezember 1645 wurde der ehevertraglich vereinbarte Herrschaftswechsel durch Überschreibung des Besitzes beurkundet. Dietrich starb 1649. So trat der letzte Dynastiewechsel der Herrschaft Anholt zum Haus Salm ein. Durch Karl Theodor Otto zu Salm, der zunächst als Obersthofmeister und dann als Leiter der Geheimen Konferenz Josephs I. in Wien Karriere machte, erfuhren die Anlagen von Burg Anholt einen schlossartigen Ausbau zur Barockresidenz.
Infolge der Französischen Revolution verließ Konstantin zu Salm-Salm sein obersalmisches Stammland in den Vogesen, das Fürstentum Salm-Salm. Dieses Land annektierte der französische Nationalkonvent am 2. März 1793 für die Französische Republik. Neue Residenz des Fürsten wurden dadurch Burg und Stadt Anholt in der Herrschaft Anholt. Der Reichsdeputationshauptschluss erklärte die der Herrschaft Anholt benachbarten Ämter Bocholt und Ahaus des Hochstifts Münster 1803 zu „Entschädigungslanden“ des depossedierten Fürsten. Zusammen mit den vormundschaftlichen Regenten des noch minderjährigen Fürsten Friedrich VI. zu Salm-Kyrburg, der ein Drittel dieser Ämter zugesprochen bekam, während Konstantin zu Salm-Salm zwei Drittel dieser Ämter erhielt, errichtete der Fürst zu Salm-Salm bereits im Vorgriff auf den Reichsdeputationshauptschluss dort ab 1802 die gemeinschaftliche Regierung im Fürstentum Salm. Im Zuge der Gründung des Rheinbundes, dem beide salmischen Fürsten im Sommer 1806 beigetreten waren, um in einer Allianz mit dem französischen Kaiser Napoleon I. die Souveränität durch Austritt aus dem Heiligen Römischen Reich zu erlangen, legte Kaiser Franz II. die Reichskrone nieder, wodurch das Alte Reich faktisch unterging. So des reichsrechtlichen Rahmens entledigt, fiel die Herrschaft Anholt vollends unter die gemeinschaftliche Regierung im Fürstentum Salm. Nach der Annexion des Fürstentums Salm durch das Kaiserreich Frankreich (1811) wurde das Gebiet der Herrschaft Anholt als Mairie Anholt in den Kanton Bocholt eingegliedert.